# لانس ستيفنسن
لانس ستيفنسن (بالإنجليزية: Lance Stephenson)‏ مواليد 05 سبتمبر 1990، هو لاعب كرة سلة أمريكي يلعب مع فريق شارلوت هورنتس في الرابطة الوطنية لكرة السلة ويحمل الرقم 1. يبلغ طوله 6 قدم 5 بوصة (2.0 م).

## فرق لعب لها
- إنديانا بايسرز
- شارلوت هورنتس

## روابط خارجية
- لانس ستيفنسن على موقع IMDb (الإنجليزية)
- لانس ستيفنسن على موقع ألو سيني (الفرنسية)
- لانس ستيفنسن على موقع أول موفي (الإنجليزية)
- لانس ستيفنسن على موقع كينوبويسك (الروسية)
- لانس ستيفنسن على موقع إن بي أي (الإنجليزية)
- لانس ستيفنسن على موقع سبورتس رفرنس (الإنجليزية)
- لانس ستيفنسن على موقع كرة السلة الأوروبية.كوم (الإنجليزية)
- لانس ستيفنسن على موقع إي إس بي إن.كوم (الإنجليزية)
- لانس ستيفنسن على موقع كلية كرة السلة في سبورتس رفرنس.كوم (الإنجليزية)
- لانس ستيفنسن على موقع ريلجم (الإنجليزية)
- لانس ستيفنسن على موقع بروبوليرز (الإنجليزية)
- لانس ستيفنسن على موقع سبورتس رفرنس (الإنجليزية)
- لانس ستيفنسن على موقع سبورتس رفرنس (الإنجليزية)